# Тюммлер, Дёрте
Дёрте Тю́ммлер (нем. Dörte Thümmler; род. 29 октября 1971, Восточный Берлин, ГДР) — восточногерманская гимнастка, бронзовая призёрка Олимпийских игр в командном первенстве (1988). Чемпионка мира на брусьях и бронзовый призёр в командном первенстве (1987). Бронзовый призёр Чемпионата Европы на брусьях (1987). После Олимпийских игр 1988 года была награждена орденом «За заслуги перед Отечеством» 3-й степени.